# 8374 Horohata
8374 Horohata eller 1992 AK1 är en asteroid i huvudbältet som upptäcktes den 10 januari 1992 av den japanska astronomen Satoru Otomo i Kiyosato. Den är uppkallad efter Horohata i den japanska staden Ishikawa.
Asteroiden har en diameter på ungefär 15 kilometer och den tillhör asteroidgruppen Themis.